# Лёринц I Аба
Лёринц (Лаврентий) (I) Аба (венг. Aba nembeli (I.) Lőrinc; умер между 1277 и 1279 годами) — влиятельный венгерский барон и солдат XIII века, считавшийся верным сторонником короля Белы IV, служил мастером стюардов с 1259 по 1270 год.

## Семья
Лёринц I родился в ветви Атьина-Гаги (или также Ньека) могущественного рода (клана) Аба. В генеалогии филиал был назван в честь Атыны (современный Вочин, Хорватия), приобретения и одноименного поместья внуков Лёринца. Его отцом был некто Питер, который, возможно, был братом Абы и Авраама из ветви клана Сеплак. У Лёринца было три брата: Дениш (упоминается в 1254 г.) был монахом-францисканцем, Эдокс в 1254 году упоминался как «несовершеннолетний при дворе» и третий, был родоначальником дворянского рода, Гаджи (и, таким образом, его младшая ветвь, семьи Батори де Гаги). Потомки Бернарда назывались фамилией Адачи в середине 14 века.
От брака с неизвестной знатной дамой у него был сын-тезка, Лёринц II, трижды служивший магистром казначейства, в 1279, 1280—1281 и 1284—1285 годах, во время правления Ласло IV Куна. Он был родоначальником рода Атынай, принявшего свою фамилию в 1317 году и вымершего в 1430-х годах.

## Сторонник Белы IV
В молодом возрасте Лёринц сражался в катастрофической битве при Мохи 11 апреля 1241 года, где королевская армия короля Белы потерпела сокрушительное поражение от вторгшихся монголов. По словам историка Джено Сюча, он принадлежал к сопровождению Белы IV, бежавшего из Венгрии через Задунайский край, спасаясь от монголов. Молодой Лёринц поступил там на придворную службу и остался членом эскорта в Далмации, где король Бела и его семья нашли убежище в хорошо укрепленных городах на побережье Адриатического моря. После отхода монгольских орд в следующем году ему было поручено восстановить порядок в Западной Задунайской области и защитить пограничные земли от вторжений герцога Австрии Фридриха Сварливого, который ранее вынудил Белу уступить три графства (скорее всего, Локсманд, Пожонь и Шопрон), воспользовавшись безвыходным положением венгерского монарха, бежал от преследующих его монгольских отрядов. Вполне вероятно, что Лёринц участвовал в королевской военной кампании во второй половине 1242 года, когда Бела IV вторгся в Австрию и вынудил герцога Фридриха II сдать три графства, переданные ему во время монгольского нашествия. Также возможно, что он принимал активное участие в различных военных экспедициях в Австрию в 1240-х (например, битва на реке Лейте) и 1250-х годах, что также привело к венгерской оккупации Штирийского герцогства в 1254 году. Лёринц получи пост ишпана комитата Шопрон в 1257 году. Он служил в этом качестве до 1270 года, до смерти Белы IV.

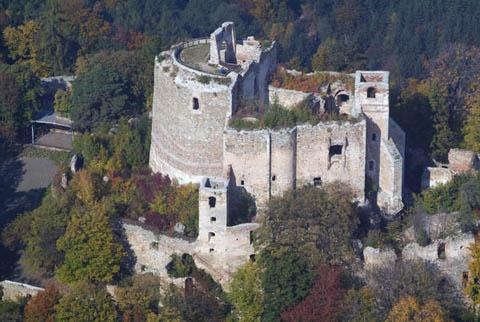
Руины Бургруин Ландзее (Lánzsér) на территории современной Австрии.

Стал членом королевского совета, когда король Бела назначил его магистром стюардов в 1259 году. Помимо своего положения ишпана, он занимал звание магистра стюардов до 1270 года. Король пожертвовал землю Hurbuchan (Hrbljina) в округе Сана в провинции Славония Лаврентию за его службу. С начала 1260-х годов возникла напряженность между королем Белой IV и его старшим сыном Иштваном, когда влиятельный барон Конрад Дьер перешел на сторону герцога Иштвана и якобы поклялся в верности заклятому врагу Венгрии Отокару II Богемскому, монарх конфисковал его земельные владения в Мошоне и графства Пожони в 1260 году и передал большую часть этого богатства Лёринцу Абе, включая замок Овар и право покровительства над монастырем Лебени. Однако после непродолжительного столкновения между Белой и Иштваном в 1262 году они заключили договор, по которому разделили королевство и Иштван V получил венгерские земли к востоку от Дуная. В соответствии с договором, Конрад в числе других дворян получил амнистию от короля, который в начале 1263 года вернул ему конфискованные земли.

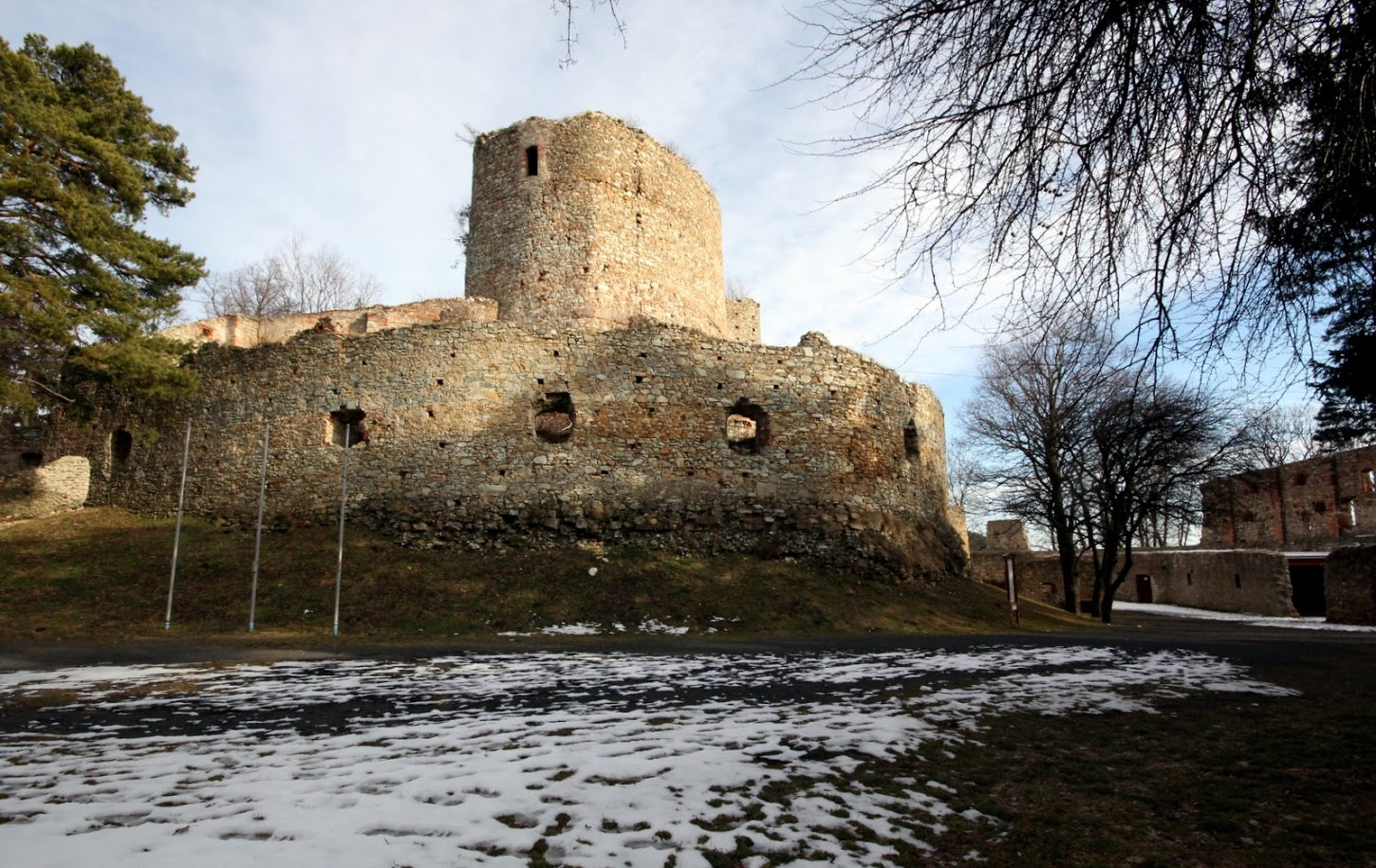
Средневековые стены замка Бургруин Ландзее

В качестве компенсации Лёринцу Абе было предоставлено право наследования всей территории комитата Локсманд (Лухман, сегодня Луцмансбург), расположенной в графстве Шопрон вдоль границы с Австрией, и ее принадлежностей, включая укрепленный замок Лансер (современный — Ландзее, часть Маркт-Санкт-Мартина в Австрии) Белой IV по случаю двух королевских писем о пожертвованиях в 1263 году. В первом документе Белы (точная дата неизвестна) также упоминаются местные жители замка и воины королевского замка (со своими землями), с теми же привилегиями и услугами новому помещику Лаврентию. Соответственно, воины замка могли уйти с военной службы, но в этом случае они были обязаны покинуть свои земли. Однако 17 декабря 1263 года король издал второй документ, в котором исключил земли местной знати и воинов замка из дара Лёринцу. По словам историка Дьюлы Кристо, за различием текстов двух королевских хартий стояло сопротивление местных воинов замка, отказавшихся отказаться от своих привилегий. Следуя их твердой позиции, Бела IV пересмотрел и уменьшил сумму пожертвований в своей второй королевской хартии. Границы приобретенных Лёринцом земель определил Херборд Осл, выступавший в качествеpristaldus (королевский комиссар или «судебный пристав») от имени Белы. В дополнение к замку Лансер, впоследствии ставшему постоянной резиденцией Лёринца, деревни Лок, Ньек, Деречке, Рецени, Хараксони, Доборня и Нюйталь (Унтерфрауэнхайд, Неккенмаркт, Драссмаркт, Ритцинг, Хоричон, Рейдинг и Нюйталь в современной Австрии, соответственно), среди прочего, также принадлежал к поместью Locsmánd. Лоуренс купил особняк в Ньеке, который стал его второй резиденцией, поэтому в документах того времени его семья также называлась фамилией «Ньеки».
Ухудшение отношений между королем Белой и его сыном вызвало гражданскую войну, продолжавшуюся до 1266 года. Лёринц Аба поддержал Белу IV в конфликте, но не играл активной роли в последующих военных кампаниях. После победы Иштвана новый договор подтвердил раздел страны по Дунаю. Он получил право покровительства над цистерцианским аббатством Клостермариенберг (Борсмоностор, ныне часть Маннерсдорфа-ан-дер-Рабниц, Австрия) от Белы IV в 1268 году. Некий Петр, горожанин Шопрона, в следующем году пожаловался монарху на то, что Лаврентий, как ишпан графства, незаконно узурпировал и отвоевал у него поместье Дага, несмотря на то, что Петр получил его как королевскую привилегию от Белы.

## Изгнание и возвращение
Король Венгрии Бела IV скончался 3 мая 1270 года. Его дочь Анна Венгерская, герцогиня Мачвы, которая была ключевым противником его брата Иштвана во время конфликта 1260-х годов, захватила королевскую казну и бежала в Богемию. Иштван прибыл в Буду на коронацию через несколько дней. Он реорганизовал королевский совет и назначил своих сторонников на высшие должности; Лёринц Аба был заменен на посту мастера стюардов верным сторонником нового монарха Петером Чаком. Он также был уволен со своего поста ишпана округа Шопрон после (по крайней мере) 13 лет. На этом посту его сменил палатин Моис. Вскоре он также утратил право покровительства над аббатством Клостермариенберг в пользу братьев Деметриуса и Михаэля Росдов. Первоначально он поклялся в верности новому монарху, несмотря на его падение. Он все еще оставался в Венгрии даже после коронации Иштвана, когда некий Томас, один из его слуг, передал часть Нюйтала от имени своего сюзерена некоторым воинам местной касты в обмен на их военную службу.
Однако вскоре после этого события пошли вразнос. Замки и поместья вдоль австрийской границы стали буферной зоной из-за постоянной угрозы со стороны экспансионистских амбиций короля Чехии Оттокара. После коронации Иштван V встретился с королем Чехии Отокаром II недалеко от Прессбурга (современная Братислава, Словакия), где они заключили перемирие. После этого он проживал в графстве Ваш и пытался примирить старых сторонников своего покойного отца, в том числе Генриха Кёсеги и Лёринца Аба, и назначил королевских каштелянов в пограничные форты из-за угрозы войны с Богемией. Однако один из местных феодалов, Николас Хахот, разместил штирийских солдат в своем форте в Пёлёске и совершали грабительские набеги на близлежащие деревни. Намерение Иштвана избежать конфронтации с западными задунайскими баронами, выступающими за Белу, было сорвано восстанием Николаса Хахота. Хотя его восстание было подавлено в течение нескольких дней к концу ноября, венгерский историк Аттила Жолдос утверждает, что восстание и его подавление привели к тому, что вместо мирного примирения несколько баронов, владевших землями вдоль границы, в том числе Генрих Кёсеги, Лёринц Аба и Николас Гередье, последовали за герцогиней Анной в изгнание в Богемию и передали свои замки Отокару II, который принял изменников дворян под свою защиту. Венгерский монарх, который видел силовые махинации и устремления Отокара за восстанием Хахота, предпринял грабительский набег на Австрию около 21 декабря 1270 года. Набег перерос в войну весной 1271 года, когда король Чехии Отокар вторгся в земли к северу от Дуная в апреле 1271 года. Несмотря на свои первоначальные успехи, Иштван V выиграл решающую битву 21 мая. Посланники двух королей достигли соглашения в Прессбурге 2 июля. Согласно их договору, Иштван пообещал, что не будет помогать противникам Оттокара в Каринтии, и Оттокар отказался от замков, которые он и его партизаны удерживали в Венгрии. После перемирия Лёринц Аба бежал от чешского двора и вернулся в Венгрию вместе с Николаем Гередье. Он поклялся в верности Иштвану V и благодаря любезности короля вернул замок Лансер и его принадлежности.

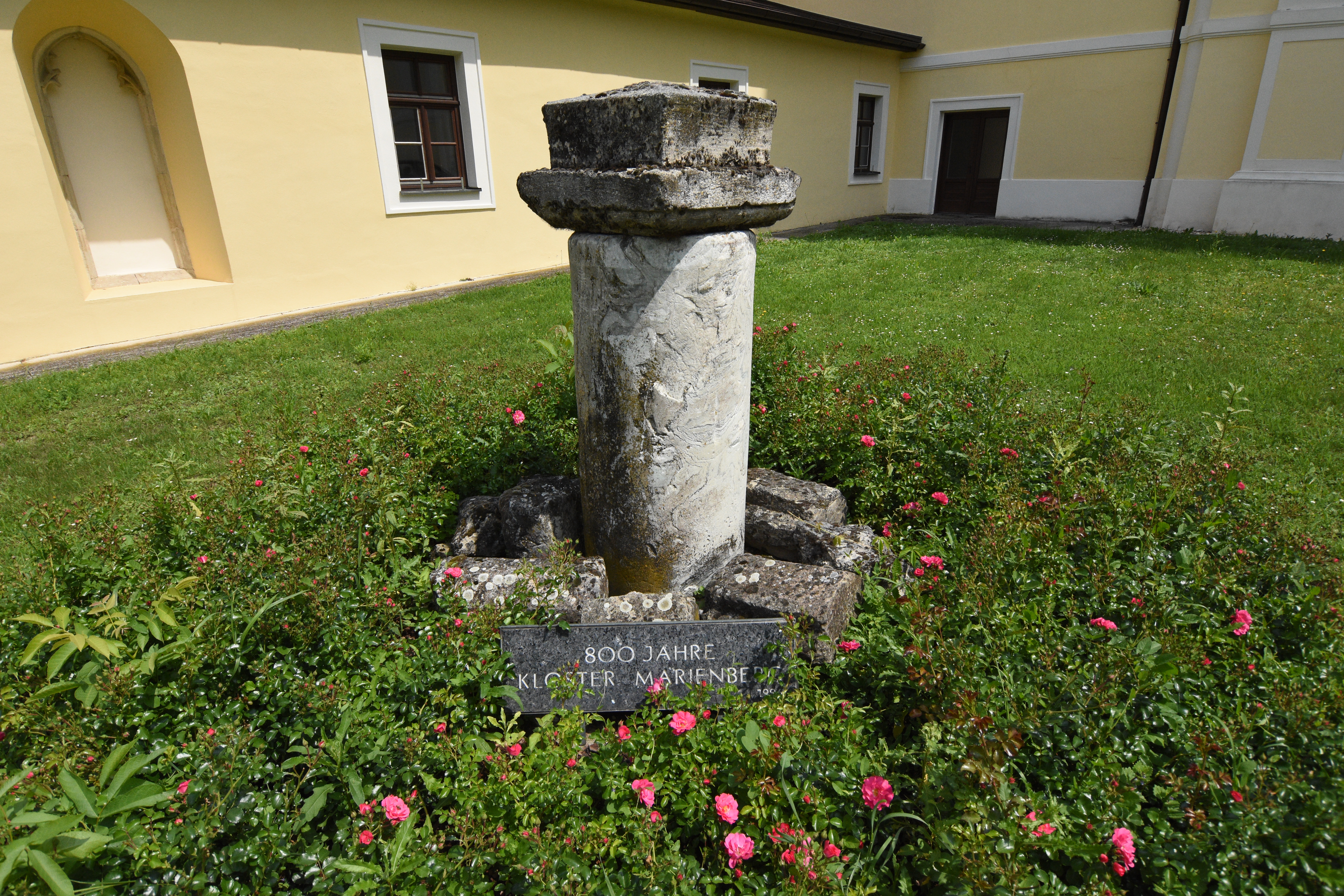
Единственные сохранившиеся руины средневекового аббатства Клостермариенберг (сегодня в Австрии).

После смерти короля Иштвана V в августе 1272 года на венгерский престол взошел его десятилетний сын Ласло IV Кун. Во время его несовершеннолетия многие группировки баронов боролись друг с другом за верховную власть, и Венгрия впала в анархию. Вначале в королевском совете доминировал союз Генриха Кёсеги и Иоахима Гуткеледа. Лёринц, несмотря на их общее политическое прошлое и одновременное изгнание в Богемию с Генрихом, отказался присоединиться к их группе. Его землям в графстве Шопрон всё больше угрожали экспансионистские усилия семьи Кёсеги, с 1270-х годов превратившейся в крупную смежную и единую территориальную провинцию в Западной Задунайском крае. Таким образом, он объединился с соперником Кёсеги, родом (кланом) Чак. Однако он не играл значительной роли в борьбе и после его возвращения из Богемии, никогда не занимал никаких достоинств или должностей снова. После уменьшения своего влияния Иоахим Гуткелед и Генрих Кёсеги захватили Ласло IV и его мать недалеко от Буды в конце июня 1274 года. После этого они восстановили однородное правительство, в то время как молодой монарх и королева [[Елизавета Куманская практически содержались под домашним арестом. Хотя Петр Чак за короткое время освободил короля и его мать, два могущественных барона]] захватили младшего брата Ласло, Андраша, и увезли его в Славонию, центр их политической базы. Во время их путешествия в южную провинцию королевская армия во главе с Петером Чаком и Лёринцом Аба преследовала и поймала их еще в Задунайском крае. Войска сторонников Ласло нанесли поражение своим объединенным силам в битве при Фёвени в сентябре 1274 года. Генрих Кёсеги был убит на поле боя, а Иоахиму Гуткеледу удалось выжить.
После битвы Ласло IV Кун вернул землю Сентмихай в комитате Ваш Лёринцу Абе, которая «когда-то принадлежала Лёринцу, но позже была незаконно захвачена у него» (вероятно, Генрихом Кёсеги и его сыновьями). Король также конфисковал некоторые земли Иоахима Гуткеледа за пределами Славонии, в том числе Малку в графстве Земплен (современные Мальчице, Словакия), переданные Лёринцу Абе. Кроме того, Лаврентий был вновь назначен покровителем аббатства Клостермариенберг также в 1275 году. Однако два года спустя он снова потерял его в соответствии с тогдашним соперничеством за власть (бенефициарами снова были братья Росд). Между тем, он продолжал расширять свое влияние на территорию бывшего комитата Локсманда. Согласно документу, выданному в январе 1277 года, Лаврентий узурпировал замок Иева незадолго до этого у местных дворян Безе и Лаврентия. Их отец, Иштван, раньше назывался королевским чиновником в регионе. После этого он вернул форт его первоначальным владельцам при условии, что замок и его аксессуары могут быть проданы или обменены исключительно на него. Историк Дьюла Кристо считал, что этим шагом Лёринц попытался установить местное территориальное владение независимо от королевской власти, как и Чаки и Кёсеги, хотя и в меньшей степени. Лёринц Аба умер где-то между 1277 и 1279 годами. Он был похоронен в аббатстве Клостермариенберг. Его сын-тезка пожертвовал поместье Лимпах аббатству для духовного спасения своего покойного отца в 1279 году. В предстоящее десятилетие семья Кёсеги захватила весь округ Шопрон (включая регион Локсманд), и Лёринц II Аба стал одним из их фамильяров.